# متلاک (واشینگتن)
متلاک (به انگلیسی: Matlock) یک منطقهٔ مسکونی در ایالات متحده آمریکا است که در واشینگتن واقع شده‌است. متلاک ۱۵۵ نفر جمعیت دارد.